# Забуги (Лебединский район)
Забуги (укр. Забуги) — село,
Калюжненский сельский совет,
Лебединский район,
Сумская область,
Украина.
Код КОАТУУ — 5922983704. Население по переписи 2001 года составляло 53 человека .

## Географическое положение
Село Забуги находится у истоков реки Будылка.
На расстоянии в 1 км расположены сёла Калюжное и Радчуки.
По селу протекает пересыхающий ручей с запрудой.